# Медуне
Медуне (фр. Medouneu) — город на севере Габона к югу от Экваториальной Гвинеи, административный центр департамента Верхнее Комо в провинции Волё-Нтем.

## Население
Население 3403 человек (по данным переписи 2013 года).

## Экономика
Экономика города, как и экономика провинции основана на сельском хозяйстве. В городе расположен аэропорт.